# Corynoptera lugens
Corynoptera lugens là một ruồi trong họ Sciaridae, thuộc chi Corynoptera. Loài này được Johannsen miêu tả khoa học đầu tiên năm 1912.